# فرودگاه مورا-سیلیان
فرودگاه مورا-سیلیان (به انگلیسی: Mora-Siljan Airport) یک فرودگاه همگانی با کد یاتا MXX است که یک باند فرود آسفالت دارد و طول باند آن ۱۸۱۰ متر است. این فرودگاه در شهر مورا (سوئد) کشور سوئد قرار دارد و در ارتفاع ۱۹۳ متری از سطح دریا واقع شده‌است.

## شرکت‌های هواپیمایی و مقصدهای پروازی
| شرکت‌های هواپیمایی | مقصدهای پروازی             |
| ----------------- | -------------------------- |
| AIS Airlines      | استکهلم-آرلاندا (PSO), سوگ |